# Kephalaia

Kephalaia (grec pour « chapitres » ou « titres ») est un genre de la littérature manichéenne représenté principalement par deux grands Codex en papyrus contenant des traductions coptes de l'Égypte romaine du Ve siècle. Les kephalaia sont parfois considérées comme les paroles ou les enseignements réels du prophète Mani, mais il est probablement préférable de les voir comme des discours et des interprétations postérieurs à « une tradition orale faisant autorité » remontant ostensiblement à Mani et donc analogues au Talmud dans le judaïsme et le hadith dans l'Islam. 
Bien que les Kephalaia aient vraisemblablement été à l'origine, comme les hadiths, des récits de la vie et des actions de Mani, l'utilité du genre était telle qu'il en est venu à incorporer une grande variété de styles littéraires soumis artificiellement aux contraintes du format : instruction, exégèse, récit, dialogue, parabole, récit de miracles, et même traditions épiques,.
La découverte des Kephalaia a révolutionné la recherche sur les premières traditions manichéennes, et même l'histoire séculaire de l'empire sassanide.
Malgré la nature apocryphe et fortement remaniée du texte disponible, principalement à partir d'une traduction copte, il s'agit d'une représentation authentique des traditions initialement tenues et développées par les communautés manichéennes au début de la période sassanide et au sein de l'empire iranien. En tant que tel, il s'agit d'une source unique de littérature, de religion et de société provenant d'un contexte connu qui précède substantiellement la plupart des autres ressources disponibles concernant les règnes de Chapour Ier et de ses successeurs. 
Alors que Jésus n'est que rarement appelé Jésus le Splendeur dans d'autres écrits manichéens, il est communément appelé comme tel dans la Kephalaia de l'Instructeur. Dans la Kephalaia, Jésus est une émanation du Père de la Grandeur et apparemment identique au Troisième Envoyé et à la parole vivante, engendrée pour réparer les dommages causés par la rébellion des Archontes. Lorsque Jésus la Splendeur descend sur la terre, il prend ensuite la forme de chair pour se manifester dans le monde matériel.